# Puyo Puyo Tetris
Puyo Puyo Tetris (ぷよぷよテトリス?, PuyoPuyo Tetorisu) è un videogioco rompicapo sviluppato dal Sonic Team e pubblicato da SEGA. Titolo crossover tra le serie di Puyo Puyo e Tetris, è stato inizialmente distribuito solo in Giappone per PlayStation 3, PS Vita, Nintendo 3DS, Wii U ed Xbox One, mentre in Europa e in Nord America è stato pubblicato il 28 aprile 2017 per PlayStation 4 e Nintendo Switch.

## Trama
La storia è ambientata all’incirca un anno dopo gli eventi di Puyo Puyo!! 20th Anniversary. Grazie al potere dei Puyo, Ringo, Amitie, Arle e Carbuncle sono nuovamente insieme, ma il loro mondo è ora minacciato da strani blocchi che piovono dal cielo, i Tetriminos. I protagonisti vengono immediatamente trasportati su una nave spaziale conosciuta come SS Tetra, sulla quale incontrano Tee e il suo equipaggio provenienti da un mondo nel quale si combatte con il Tetris invece del Puyo Puyo. Dopo che la nave si schianta sul mondo di Ringo, cercando di aiutare Tee nelle riparazione, Ringo scopre che molti suoi amici si comportano in modo strano, facendo presagire una fusione tra dimensioni. Il gruppo riesce a curare i propri amici dal controllo mentale e immediatamente si mette alla ricerca, nello spazio, dell’entità responsabile della fusione delle due dimensioni. Arrivati al confine dello spazio-tempo, i protagonisti si imbattono nel Guardiano delle Dimensioni e precedente capitano della SS Tetra, ovvero Ex, il quale si soffre di solitudine, avendo il compito di mantenere separate le due dimensioni. Tee si offre volontario per prendere il posto di Ex come Guardiano, ma fortunatamente Ecolo e il Principe Oscuro riescono a creare un portale tra la SS Tetra e i confini dello spazio-tempo in modo che Tee possa visitare Ex quando vuole. Una volta risolta la questione, Tee e il suo equipaggio danno l’addio a Ringo e le sue amiche e i due universi tornano a essere separati.

## Personaggi
| Tetris                                       | Puyo Puyo                                                                                         | Puyo Pop Fever                                  | Puyo Puyo 7                         |
| -------------------------------------------- | ------------------------------------------------------------------------------------------------- | ----------------------------------------------- | ----------------------------------- |
| - Tee - O - Ess - Ai - Jay & Elle - Zed - Ex | - Arle e Carbuncle - Suketoudara - Rulue - Schezo - Draco Centauros - Witch - Satan (Dark Prince) | - Amitie - Raffina - Sig - Klug - Feli - Lemres | - Ringo - Maguro - Risukuma - Ecolo |